# Макдональд, Малькольм
Малколм Джон Макдональд (англ. Malcolm John MacDonald; 17 августа 1901, Лоссимут — 11 января 1981, Мейдстон, Кент) — британский политик и государственный деятель.

## Биография
Джон Макдональд был сыном премьер-министра Великобритании Джеймса Рэмси Макдональда и его жены Маргарет. Как и его отец он родился в Лоссимуте (Морей) в Шотландии.

### Политическая карьера
Впервые был избран в парламент на выборах 1929 года от Лейбористской партии, в которой состоял его отец. В 1931 году в результате кризиса правительства лейбористов, когда Джеймс Макдональд сформировал так называемое Национальное правительство из представителей разных партий также вошёл в это правительство и вслед за отцом вышел из Лейбористской партии, присоединившись к созданной отцом Национальной лейбористской организации. В Национальном правительстве был назначен на пост заместителя министра в министерстве по делам доминионов.
В 1935 году стал министром колоний в правительстве Стэнли Болдуина, однако затем стал министром по делам доминионов. В 1937 году после смерти отца возглавил национал-лейбористов. После того, как в мае 1938 года премьер-министром стал Невилл Чемберлен, Малькольм Макдональд вновь стал министром колоний. В октябре 1938 года умер лорд Стэнли, назначенный вместо Макдональда министром по делам доминионов, и Малькольм Макдональд с октября 1938 по январь 1939 года в дополнение к обязанностям министра колоний исполнял обязанности и министра по делам доминионов.
В 1939 году Макдональд выпустил «Белую книгу», касающуюся политики правительства в британской подмандатной территории в Палестине. Комиссия Лиги Наций решила, что «Белая книга» противоречит условиям мандата, но начавшаяся Вторая мировая война отодвинула проблемы устройства мандатных территорий на задний план.
В 1940 году Макдональд стал министром здравоохранения. В июне 1940 года он отправился в Дублин для встречи с Имоном де Валерой; он получил полномочия предложить передать Северную Ирландию, если Ирландия вступит в войну на стороне Союзников, однако Валера не принял этого предложения.
В 1941 году Макдональд был назначен верховным комиссаром по Канаде. После того, как в 1946 году его срок пребывания на этом посту закончился, он стал в 1948 году генерал-губернатором Малайи, а затем — генеральным комиссаром по Юго-Восточной Азии во время войны в Малайе. С 1955 по 1960 годы находился на посту верховного комиссара в Индии, был сопредседателем Лаосской конференции, в 1963—1964 годах был генерал-губернатором Кении. В последние годы жизни был канцлером Даремского университета.